# Гротники-Дуже
Гротники-Дуже (пол. Grotniki Duże) — село в Польщі, у гміні Новий Корчин Буського повіту Свентокшиського воєводства.
Населення — 161 особа (2011).
У 1975-1998 роках село належало до Келецького воєводства.

## Демографія
Демографічна структура на день 31 березня 2011 року:
|          | Загалом | Допрацездатний вік | Працездатний вік | Постпрацездатний вік |
| -------- | ------- | ------------------ | ---------------- | -------------------- |
| Чоловіки | 85      | 8                  | 65               | 12                   |
| Жінки    | 76      | 7                  | 45               | 24                   |
| Разом    | 161     | 15                 | 110              | 36                   |